# Heliophanus portentosus
Heliophanus portentosus är en spindelart som beskrevs av Wesolowska 1986. Heliophanus portentosus ingår i släktet Heliophanus och familjen hoppspindlar. Inga underarter finns listade i Catalogue of Life.